# Ким, Мириман Дмитриевич
Мириман (Мирон) Дмитриевич Ким (узб. Miriman Kim; 7 января 1936 — 20 апреля 2015, Андижан, Узбекистан) — советский и узбекистанский тренер по боксу, гандболу, хоккею на траве и женскому футболу. Являлся одним из основателей женского хоккея на траве в СССР. Долгое время являлся главным тренером женской футбольной команды «Андижанка». Заслуженный тренер СССР. 

## Биография
По происхождению был корейцем. В детстве увлекался футболом и боксом, выполнил норматив мастера спорта по боксу. В двадцать лет начал тренерскую деятельность и тренировал боксёров. Учился в Андижанском педагогическом институте. В течение семи лет работал учителем физкультуры в школе. В 1969 году его ученицы в составе сборной Узбекской ССР завоевали бронзовые медали Всесоюзной Спартакиады школьников. Позднее возглавлял гандбольную команду ШВСМ города Андижана.
В 1970-е годы стал одним из основателей женского хоккея на траве в СССР. В 1975 году на базе гандбольной команды «Буревестник» была создана первая в СССР команда — «Андижанка», которую он возглавил как главный тренер. Под его руководством команда четыре раза становилась чемпионом (1979, 1980, 1986, 1990) и обладателем Кубка СССР и восемь раз серебряным и бронзовым призёром. В составе сборной Узбекской ССР занимала второе место на Спартакиаде народов СССР 1986 года. Являлась \призёром Кубка европейских чемпионов. 
До 1991 года возглавлял женскую сборную СССР по хоккею на траве. В 1980 году на XXII летних Олимпийских играх в Москве женская сборная СССР по хоккею на траве под его руководством завоевала бронзовые медали, а в её составе играли пять игроков «Андижанки». В 1981 году сборная СССР стала бронзовым призёром чемпионата мира в Аргентине, а в 1984 году серебряным призёром чемпионата Европы во французском Лилле. В 1984 году советская сборная выиграла турнир «Дружба-84», в 1985 году Межконтинентальный кубок.
С начала 1990-х годов перешёл в женский футбол. Последние двадцать лет занимал пост главного тренера женской футбольной команды «Андижанка». Под его руководством команда 6 раз становилась чемпионом Узбекистана, несколько раз серебряным и в 2014 году бронзовым призёром, четырежды побеждала в Кубке Узбекистана. Трижды приводил команду к победе в Центральноазиатских играх с участием команд республик стран Средней Азии.
В столице Южной Кореи — Сеуле, на памятной стеле, где выгравированы имена признанных в Корее соотечественников со всего мира, имя Миримана Кима выгравировано вторым.

## Награды и звания
- Заслуженный тренер СССР
- Заслуженный тренер Республики Узбекистан
- Почётный работник культуры и спорта Республики Узбекистан[прояснить]
- Почётная грамота Республики Узбекистан[1]